# Butyrometr

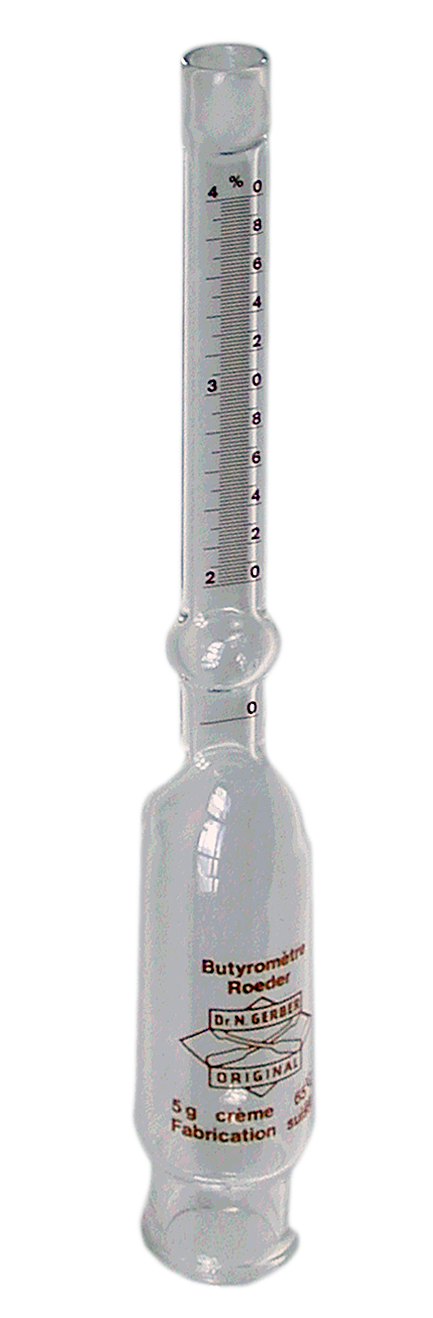
Butyrometr Gerbera

Butyrometr (tłuszczomierz) – przyrząd służący do pomiaru zawartości tłuszczu w mleku oraz mięsie oraz w przetworach mlecznych i mięsnych.
Z uwagi na przeznaczenie wyróżnia się:
- butyrometr Gerbera – do oznaczania mleka pełnego, spożywczego, serwatki, maślanki i innych napojów mlecznych (podziałka zwykle od 0 do 6% z dokładnością do 0,1%),
- butyrometr Siegfelda (tzw. podwójny) – do oznaczania mleka odtłuszczonego, maślanki i serwatki (podziałka zwykle od 0 do 0,5% z dokładnością do 0,01%)
- butyrometr Teicherta – do oznaczania mleka w proszku (podziałka zwykle od 0 do 40% z dokładnością do 0,5%)
- butyrometr Koehlera ze skalą odwróconą w stosunku do pozostałych – do oznaczania śmietany (podziałka zwykle od 0 do 40% z dokładnością do 1%)
- butyrometr van Gulika (otwarty po obydwu stronach, z naczyniem do odważania próbki) – do oznaczania serów i twarogów (podziałka zwykle od 0 do 35% z dokładnością do 0,5%)[1].